# Schwadorf (Herrschaft)
Die Herrschaft Schwadorf war eine Grundherrschaft im Viertel unter dem Wienerwald im Erzherzogtum Österreich unter der Enns, dem heutigen Niederösterreich.

## Ausdehnung
Die Herrschaft umfasste zuletzt die Ortsobrigkeit über Schwadorf, Kleinneusiedl, Fischamend, Moosbrunn, Pischelsdorf. Der Sitz der Verwaltung befand sich im Schloss Schwadorf.

## Geschichte
Letzter Inhaber der Allodialherrschaft war Karl Fellner Ritter von Felldegg. Mit den Reformen 1848/1849 wurde die Herrschaft aufgelöst.